# Sonate voor cello en piano (Bridge)
Frank Bridge componeerde slechts één Sonate voor cello en piano.
Het is een tweedelige sonate, waarbij de delen ongeveer even lang qua tijdsduur zijn:
1. Allegro ben moderato,
2. Adagio ma non troppo - Andante con moto - Molto allegro e agitato - Adagio ma non troppo - Allegro moderato - Animato

Het werk is voor wat betreft stijl een overgangswerk tussen zijn vroege lyrische en de latere wat modernere stijl die hij begon te hanteren ten tijde van de Eerste Wereldoorlog. Felix Salmond (cello) met William Murdoch (piano) gaven de eerste uitvoering op 13 juli 1917 in de Wigmore Hall.

## Discografie
- Uitgave Quitone: Marijke Rademakers (cello), Matthijs Verschoor (piano)
- Uitgave Hänssler: Johannes Moser (cello), Paul Rivinius (piano)
- Uitgave SOMM: Penelope Lynex (cello), Alexander Wells (piano)
- Uitgave Nimbus: Huw Watkins (cello), Paul Watkins (piano)